# Chase Wileman
Chase Wileman (Grand Prairie (Verenigde Staten), 25 juni 1986) is een Amerikaans voetballer die speelt voor FC Dallas.
Wileman studeerde aan de Southern Methodist universiteit in het University Park (Texas) en werd geselecteerd voor het Amerikaans nationale team onder 17.
2 Munjoma ·
3 Martínez ·
4 Bressan ·
5 Quignón ·
6 Cerrillo ·
7 Obrien ·
8 Acosta ·
9 Ferreira ·
10 Ricaurte ·
11 Schön ·
12 Hollingshead ·
14 Burgess ·
16 Pepi ·
17 Vargas ·
18 Servania ·
19 Pomykal ·
20 Maurer ·
21 ElMedkhar ·
22 Twumasi ·
24 Hedges ·
25 Smith ·
26 Nelson ·
28 Redžić ·
29 Jara ·
30 Zobeck ·
31 Sealy ·
32 Che ·
80 Hernandez ·
99 Megiolaro ·
Coach: Gonzalez
· Assistent-coach: Luccin